# شريان سدادي
الشريان السدادي (بالإنجليزية: Obturator artery)‏ هو فرع من الشريان الحرقفي الغائر.

## صور

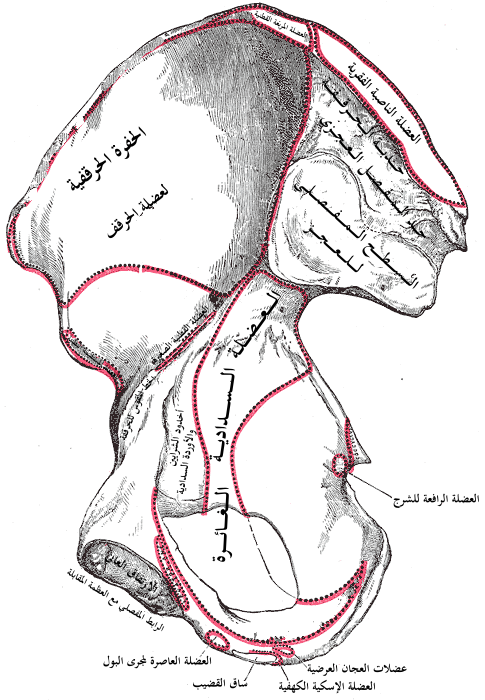
الواجه اليمنى لعظمة الحوض. الوجة الداخلي.
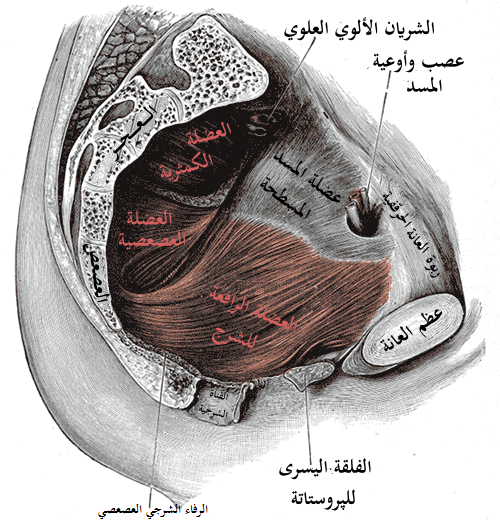
Left Levator ani from within.